# Sibelius-Samfundet
Sibelius-Samfundet (finska: Sibelius-seura) är en finländsk organisation med säte i Helsingfors. Det grundades 1957 med syfte att främja intresset för och forskningen kring tonsättaren Jean Sibelius.
Samfundet anordnade 1962–1963 en skulpturtävling och därpå, i samarbete med andra organisationer, en nationell insamling för skapandet av ett Sibeliusmonument i Helsingfors. Det vinnande bidraget av Eila Hiltunen avtäcktes 1967.
Samfundet arrangerar sedan 1965 vart femte år i Helsingfors en internationell Sibeliustävling i violinspel och utger tillsammans med Helsingfors universitet och musikförlaget Breitkopf & Härtel Sibelius samlade verk.

## Ordförandelängd
Följande personer har genom åren innehaft posten som styrelseordförande:
- 1957–1961 – L.A. Puntila
- 1961–1963 – Severi Saarinen
- 1964–1968 – J. E. Niemi
- 1968–1975 – Roger Lindberg
- 1975–1982 – Matti Raatikainen
- 1983–1990 – Fabian Dahlström
- 1991–2000 – Olavi Luokomaa
- 2001–2008 – Esko Häkli
- 2009–2015 – Lauri Tarasti
- sedan 2016 – Lauri Ratia

### Uppslagsverk
- Sibelius-Samfundet i Uppslagsverket Finland (webbupplaga, 2012). CC-BY-SA 4.0